# Nostang
Nostang ist eine französische Gemeinde mit 1650 Einwohnern (Stand 1. Januar 2022) im Département Morbihan in der Region Bretagne. Die Bewohner werden Nostangais und Nostangaises genannt.

## Geographie
Die Gemeinde liegt im Südwesten des Départements ca. zehn Kilometer östlich der Agglomeration von Lorient an der Ria d’Étel.
Nostang grenzt im Norden an die Gemeinden Brandérion und Languidic, im Osten an Landévant, im Südosten an Landaul und Locoal-Mendon, im Südwesten an Sainte-Hélène sowie im Westen an Merlevenez und Kervignac. Die Südwestgrenze zur Gemeinde Sainte-Hélène bildet der Goah Guillerm benannte Mittellauf des Étel, ehe dieser beim Zusammenfluss mit dem Landévant in seine Ria aufgeht.
Der Ort Nostang liegt im Westen des Gemeindegebietes.

## Geschichte
Aus prähistorischer Zeit finden sich Menhire, Reste von Dolmen und eine Steinreihe. Auch aus keltischer Zeit bestehen diverse Relikte in Nostang.
Die Ortsgründung geht auf die Römer zurück, die im nordöstlichen Gemeindegebiet an der Römerstraße von Vannes nach Quimper einen Rastplatz bzw. Militärposten gründeten.
Aus der Zeit der bretonischen Besiedelung ab dem 5. Jahrhundert n. Chr. leitet sich der Ortsname Nostang ab, dessen hinterer Teil aus dem bretonischen stang für Teich besteht. Die Gemeinde Nostang wurde im Jahr 1790 gegründet und gehörte zunächst zum Kanton Kervignac, bevor sie 1801 dem Kanton Port-Louis zugeordnet wurde.

## Bevölkerungsentwicklung
| Jahr                       | 1962 | 1968 | 1975 | 1982 | 1990 | 1999 | 2009 | 2019 |
| Einwohner                  | 806  | 763  | 733  | 829  | 1050 | 1088 | 1324 | 1576 |
| Quellen: Cassini und INSEE |      |      |      |      |      |      |      |      |

## Sehenswürdigkeiten
- Kirche Saint-Pierre-et-Saint-Paul (1681–1686)
- Kapelle Notre-Dame-de-Joie in Légevin, erbaut im 16. Jahrhundert (seit 1925 als Monument historique eingeschrieben)
- Kapelle von Locmaria, erbaut im 14./15. Jahrhundert (seit 2005 als Monument historique klassifiziert)
- Kapelle Saint-Cado

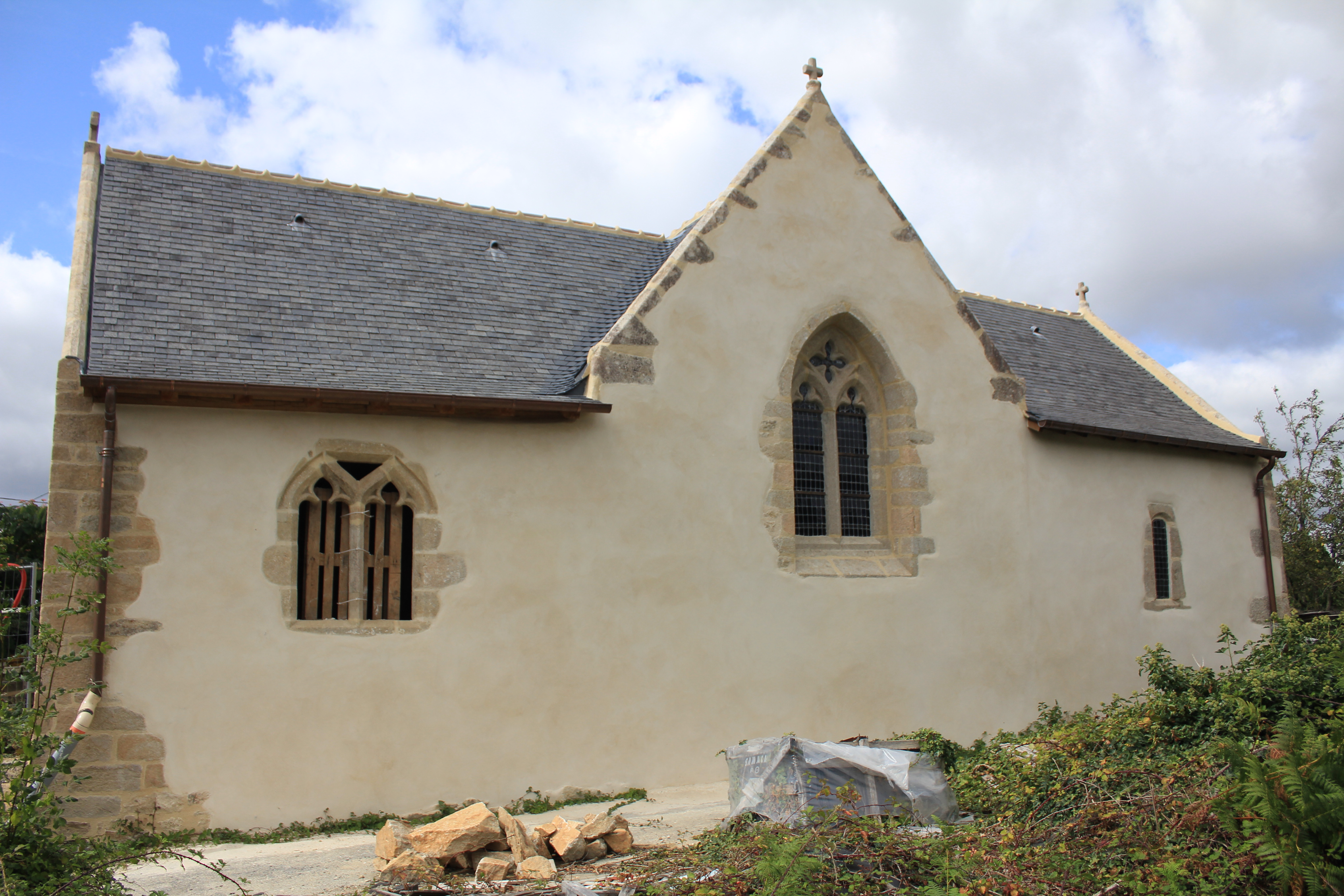
Kapelle von Locmaria
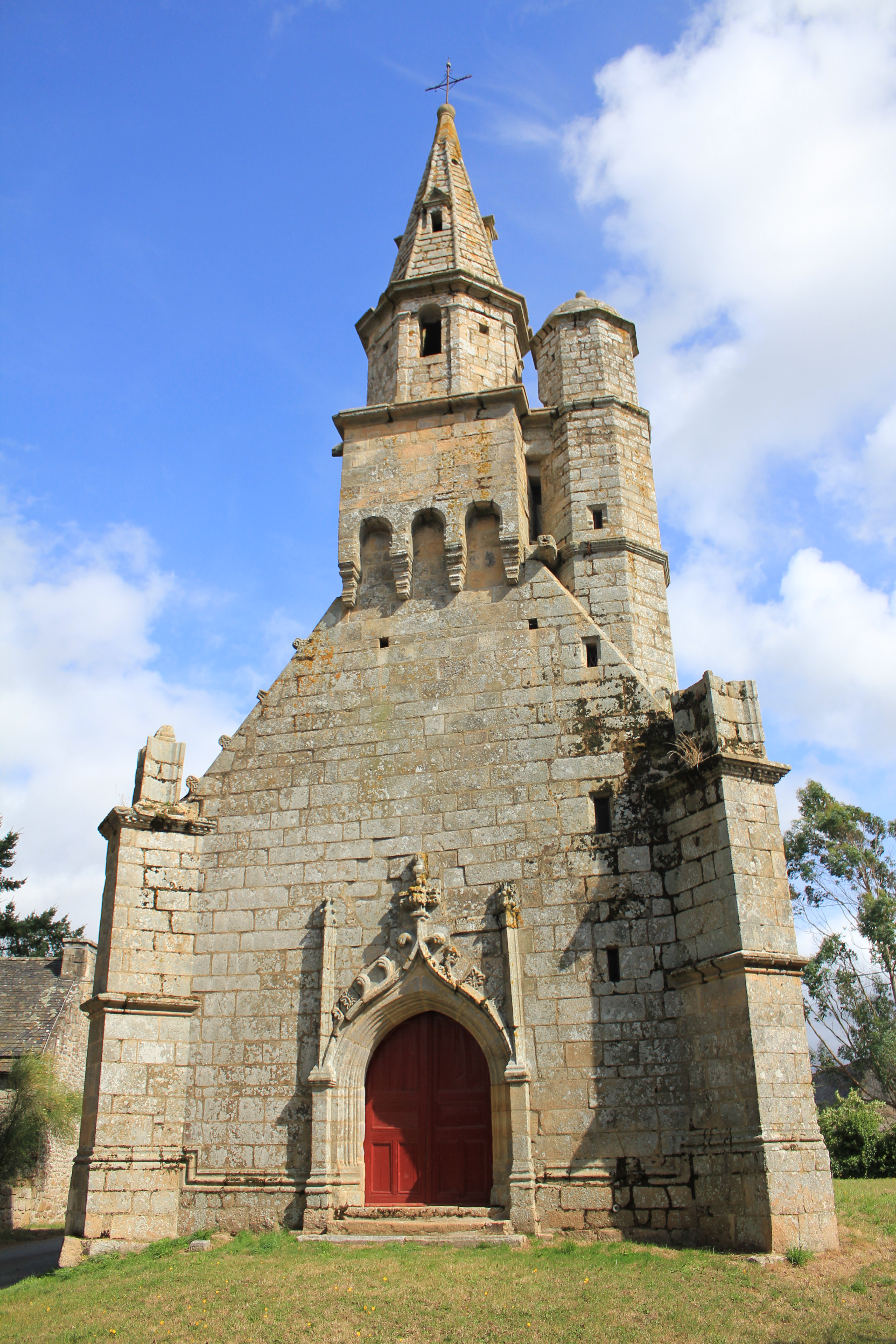
Kapelle Notre-Dame-de-Joie in Légevin
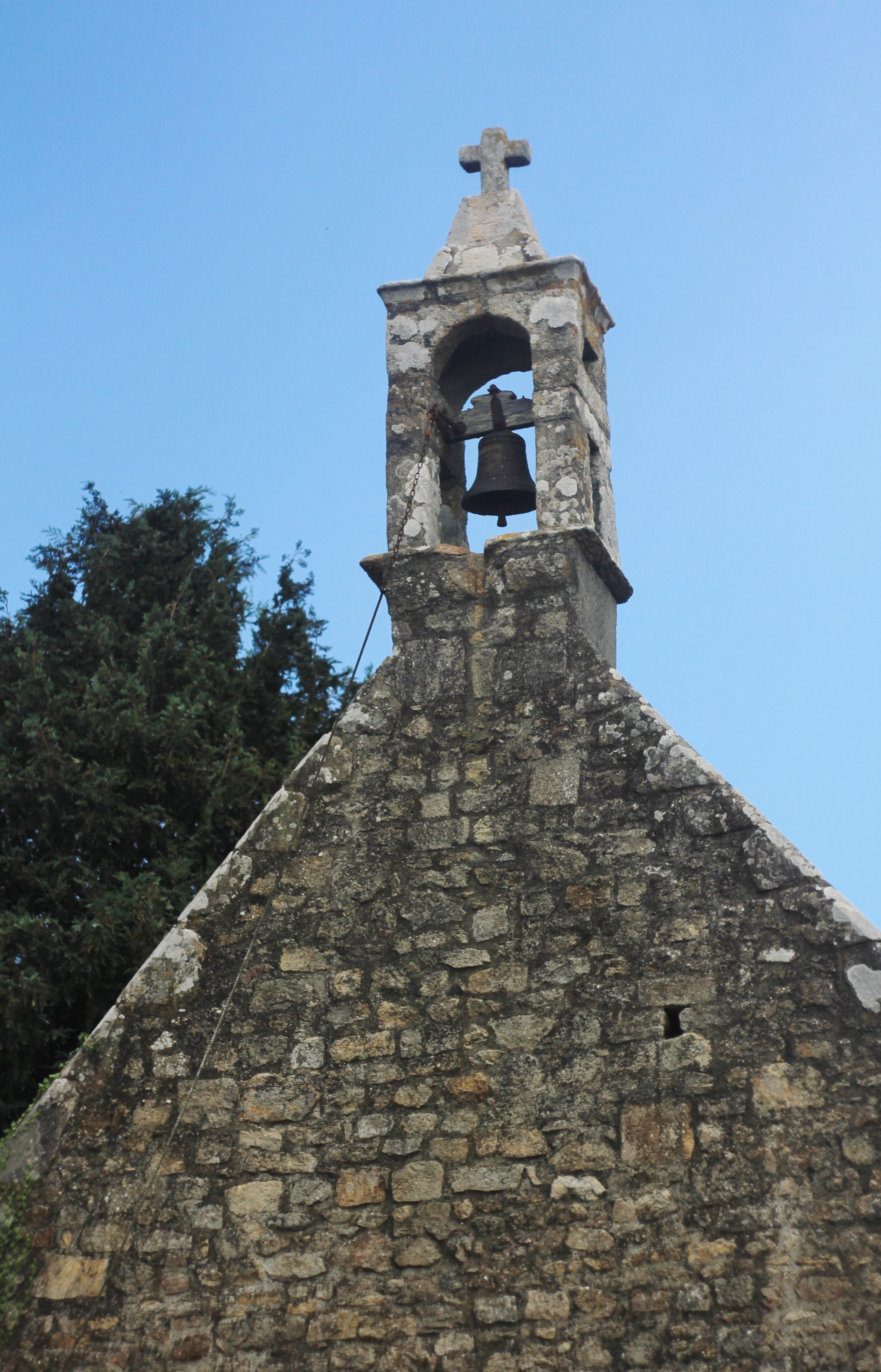
Kapelle Saint-Cado

## Verkehr
Die Gemeinde ist ostwärts über die D33 nach Landévant und nordwärts über die D158 nach Brandérion an die Schnellstraße N 165 angebunden.
Außerhalb des Schülerverkehrs und an Markttagen in Hennebont besteht kein öffentlicher Linienverkehr nach Nostang. Die nächsten Bahnhöfe im Regionalverkehr liegen in Brandérion und Landévant, mit Fernverkehrsanschluss in Lorient und Auray. Der nächstgelegene Flughafen ist Lorient Bretagne Sud.